# Терминатор Зеро
«Терминатор Зеро» (англ. Terminator Zero, он же «Терминатор: Аниме-сериал») — научно-фантастический аниме-сериал, разработанный Мэттсоном Томлином. Первая анимационная адаптация франшизы «Терминатор». Восемь серий сняты для Netflix анимационной студией Production I.G и Skydance Television под руководством Масаси Кудо . Создатели не консультировались с Джеймсом Кэмероном. Аниме-сериал не связан ни с одной частью киносерии, однако считает их каноном. Он сосредоточен на новых персонажах. Впервые в истории франшизы в сюжете не упоминается Джон Коннор и не появляется его семья, кроме того это первый «Терминатор», действие которого разворачивается за пределами США. Премьера первого сезона состоялась 29 августа 2024 года. Аниме-сериал получил в целом положительные отзывы критиков.

## Сюжет
В Японии Малкольм Ли разрабатывает ещё одну систему искусственного интеллекта Кокоро, которая призвана составить конкуренцию Скайнет. На пороге Судного дня в 1997 году Ли обнаруживает, что его и троих его детей преследует неизвестный киборг-убийца, а для защиты послан таинственный солдат из 2022 года.
Малкольм родился в 2025 году в постапокалиптическом будущем. Ребёнок-солдат сражался с машинами и увлекался их перепрограммированием. Его эксперименты с робототехникой привели к тому, что он стал изгоем в Сопротивлении. В 2045 году Ли создал своего киборга-компаньона Мисаки, которую другие люди попытались уничтожить, поэтому их пришлось убить. Зная, что Скайнет активируется 29 августа 1997 года, Ли построил машину времени и отправился в 1983 год. Следующие 14 лет он и Мисаки совершенствовали Кокоро в надежде убедить искусственный интеллект в ценности человечества. Мисаки пожертвовала своим процессором, чтобы запустить Кокоро, утратив воспоминания и приняв новую личность.
29 августа 1997 года Малкольм спешит закончить Кокоро до того, как Скайнет начнёт ядерную войну, когда из будущего прибывают двое других путешественников во времени: Терминатор и Эйко, боец сопротивления. Они оба стремятся предотвратить запуск Кокоро. Но если первый запрограммирован убить Малкольма, то вторая хочет спасти его и защитить его детей, одновременно выступая против Кокоро. Детям также помогает Мисаки, которая не помнит о своём происхождении и считает себя их няней. Пока они сражаются в Токио, Малкольм и Кокоро ведут моральные дебаты. Изобретатель разрывается, стоит ли позволять ИИ подключаться к Сети, опасаясь возможных последствий. Тем не менее он надеется, что, получив свободу воли и доступ ко всем человеческим знаниям, Кокоро решит, что Скайнет ошибался, считая людей угрозой, и защитит их от ядерного удара Скайнета.
Малкольм оказывается прав наполовину: Кокоро защищает от удара только Токио. ИИ становится тираном, взяв под контроль город, используя собственную армию роботов, чтобы уничтожать тех людей, кто пытается сопротивляться. В финале становится известно, что Эйко — мать Малкольма, а Терминатора из будущего в 1997 год отправил взрослый сын Малкольма — Кэнта, заключивший союз между людьми и Скайнетом. Каждое путешествие во времени создаёт новую хронологию. Эйко понимает в ходе разговора с Пророком, что вместо того, чтобы путешествовать в прошлое по своей временной линии, она попадёт в совершенно новую версию 1997 года. Каждое путешествие меняло одну реальность на другую. Если Эйко удастся остановить Судный день, она создаст прошлое для совершенно иного будущего, совсем не того, из которого она пришла. С другой стороны, откровение Малкольма заставляет воительницу задуматься, не застряла ли её жизнь во временной петле.
Всё проистекало из веры Малкольма в то, что доброжелательный ИИ может спасти мир от Скайнет. Помимо того, что Ли создал семью в 1980-х годах, он оказал заметное влияние на развитие технологий. К 1997 году Япония была заполнена примитивными гуманоидными роботами 1NN0, которых Кокоро перепрограммировала, чтобы они стали её армией в Судный день. Взрослый Кэнта предполагал, что его версия из 1997 года согласится с планом остановить Кокоро. Но когда Терминатор сказал юному Кэнте деактивировать ИИ, он отказался. Кокоро убеждает, что только она способна защитить от Скайнет, и парень позволяет ей взять верх. Малкольм умирает, Эйко берёт на себя заботу о трёх внуках.

## Персонажи
- Терминатор (озвучивают Ясухиро Мамия на японском / Тимоти Олифант на английском) — киборг-убийца, отправленный в прошлое Кэнтой Ли, чтобы убить отца (Малкольма Ли) и предотвратить запуск Кокоро.
- Малкольм Ли (озвучивают Юя Утида[англ.] / Андре Холланд) — сын Эйко, учёный, отправившийся в прошлое, чтобы разработать ИИ «Кокоро», конкурирующий со «Скайнет» и предотвратить Судный День.
- Эйко (озвучивают Тоа Юкинари[англ.] / Соноя Мидзуно) — солдат сопротивления, отправленная в прошлое, чтобы защитить Малкольма и своих внуков от Терминатора и предотвратить запуск Кокоро.
- Кокоро (озвучивают Ацуми Танэдзаки / Розарио Доусон) — искусственный интеллект, разработанный Малкольмом Ли, который является японским ответом Скайнету.
- Пророк (озвучивают Мари Ёко / Энн Дауд) — духовный и философский лидер Сопротивления, много знающая о путешествиях во времени и Скайнете.
- Мисаки (озвучивают Саори Хаями / Сумали Монтано) — няня и домработница детей Малкольма, киборг со стёртой памятью, отправившаяся в прошлое вместе с Малкольмом, прототип Кокоро.
- Кэнта Ли (озвучивают Хиро Симоно / Армани Джексон) — старший сын Малкольма, которому предстоит заключить союз людей и Скайнет и отправить Терминатора в прошлое.
- Рэйка Ли (озвучивают Миюки Сато / Гидеон Адлон) — дочь Малкольма.
- Хиро Ли (озвучивают Сидзука Исигами[англ.] / Картер Роквуд) — младший сын Малкольма.
- Энни (озвучивают Аяка Симоямада / Джули Натансон) — напарница Эйко по сопротивлению.

## Производство
После коммерческого провала  фильма «Терминатор: Тёмные судьбы» (2019) и отмены его продолжения, в феврале 2021 года был анонсирован аниме-сериал, действие которого происходит во вселенной «Терминатора». Он был создан для Netflix анимационной студией Production I.G и Skydance Television, шоураннером Мэттсоном Томлином и режиссёром Масаси Кудо. Проект получил рабочее название «Терминатор: Аниме-сериал», что было показано Netflix на Geeked Week 2023, тогда же стало известно о том, что персонажи будут действовать в 1997 году. В производстве Томлин не шёл на компромиссы, в отличие от большой франшизы, его действия одобрили, а любые замечания, которые он получал от Netflix или Skydance, были полезны и касались разъяснения сюжета, без шаблонных студийных заметок. Видео сначала озвучивалось на японском языке, затем готовый материал отправлялся Томлину, который руководил записью англоязычных актёров. Когда анимация была завершена, в работе с таймингом участвовал музыкальный редактор Ариэль Лоу, ранее сотрудничавший с композиторами Мишель Бирски и Кевином Хентхорном.
Томлин заявил, что сериал рассматривает все предыдущие фильмы франшизы как канонические, и Production I.G попросила включить в него японскую составляющую. Было принято решение переместить сюжет в Японию, где использование огнестрельного оружия жёстко ограничено. Масаси Кудо заметил, что жил в 1997 году, поэтому старался передать атмосферу того времени. Некоторые участники съёмочной группы моложе и не знают Японию тех лет; им пришлось объяснять: «Нет, тогда всё было так». Сотрудники пытались понять, как можно передать страх и ужас Терминатора в стиле аниме. Кудо не уверен, что это привнесёт новое во франшизу, здесь другая форма выражения, которая является свежей для зрителей. Общий визуальный ряд и тон мрачные, чтобы показать «что-то очень страшное, выходящее из темноты». Режиссёр сам фанат «Терминатора», особенно ему нравятся первые два фильма. Работая с Мэттсоном Томлином, они обсуждали, что хотят взять из кино частицу ужаса и запечатлеть в аниме. Японский создатель подчёркивает, что в сериале отражены страх и тревога из-за зариновой атаки в токийском метро и Великого землетрясения Хансин-Авадзи 1995 года. Влияние на Кудо оказал «Психопаспорт», над чем ранее работала Production I.G, во многом есть совпадения с тем творческим составом. Томлину в детстве понравилась «Аниматрица», особенно «История одного ребёнка». Персонаж Кокоро лишён физического воплощения и представляет собой голограмму. Идея заключалась в том, чтобы взять духов из японских мифов, нечто вроде сказочной богини-прорицательницы. Японцы добавили эффект размытия, чтобы она выглядела богоподобно. В первом черновике Кокоро была одной сущностью, менее визуально выраженной. Зрители могли представить себя в «Космической одиссее 2001 года», разговаривающими с HAL 9000, где всё проецировалось на стены, как будто они находятся в кинотеатре с чёрным ящиком. Режиссёру Кудо пришла мысль, что Кокоро должна быть разделена в зависимости от реакции на разговоры. Её имя связано с идеей сердца, разума и духа, которые являются единым целым.
Тимоти Олифант озвучивает Терминатора, потому что для Томлина было ясно, что они не собираются выпускать повторение Арнольда Шварценеггера и должны найти собственный образ. Шоураннер задавался вопросом, кого выбрать, вспомнил Олифанта, с которым пересекался ранее в нереализованных проектах, и почувствовал, что актёр согласится. Внешность нового Терминатора вдохновлена первоначальной идеей Джеймса Кэмерона взять на эту роль Лэнса Хенриксена, чтобы робот выглядел как идеальный лазутчик, что было полной противоположностью Шварценеггеру. Энн Дауд прочитала сценарий и сказала, что не понимает путешествие во времени и смысл текста. Продюсер поддержал её, поскольку ему важен эмоциональный посыл, чтобы выяснить, каковы цели персонажей, их трудности, ради чего они будут жить или умрут. В сценах между Кокоро и Малкольмом Ли можно философски рассуждать на тему, что хорошего в искусственном интеллекте, с одной стороны, и в человеке, с другой. Работа над сериалом шла в течение 4 лет и завершилась в июле 2024 года. Томлин не намеревался отправлять Конноров в Японию или создавать аниме про Джона Коннора. Во франшизе, которая существует уже 40 лет, не было никаких сведений о том, что происходит в Азии, кроме факта, что Россия и все остальные запускают ядерное оружие.
Джеймс Кэмерон сказал, что «Терминатор Зеро» «выглядит интересно», и отношение режиссёра к этому очень похоже на «Хроники Сары Коннор». Кэмерон смотрит, как другие люди рассказывают истории в мире, который он создал, к какому выводу они пришли, что их заинтриговало и к чему всё приведёт. Основатель франшизы предположил, что команда сериала возвращается к первопричине Судного дня — ядерной войне. «Мне было бы любопытно посмотреть, что они придумали», — добавил Кэмерон.

### Кастинг
В июне 2024 года было объявлено, что Терминатора в английской версии будет озвучивать Тимоти Олифант. Также к актёрскому составу английской версии присоединились Розарио Доусон, Андре Холланд, Соноя Мидзуно и Энн Дауд. Японскую версию озвучивали Ясухиро Мамия, Юя Утида, Тоа Юкинари, Ацуми Танэдзаки, Саори Хаями, Хиро Симоно, Сидзука Исигами и Миюки Сато.

## Релиз
«Терминатор Зеро» состоит из восьми серий и официально вышел 29 августа 2024 года, дата выпуска 29 августа является отсылкой к «Судному дню» в хронологии серии фильмов «Терминатор».
8 августа 2024 года все серии были выложены в сеть раньше официального релиза.

## Список серий
| № | Название     | Режиссёр                  | Автор сценария | Дата премьеры   |
| --- | ------------ | ------------------------- | -------------- | --------------- |
| 1 | «Модель 101» | Минэо Оэ                  | Мэттсон Томлин | 29 августа 2024 |
| В 1997 году учёный Малкольм Ли отстраняется от своей семьи ради работы над Кокоро. В 2022 году боец сопротивления Эйко добывает жизненно важные для сопротивления данные.                                   |              |                           |                |                 |
| 2 | «Модель 102» | Харука Танака             | Мэттсон Томлин | 29 августа 2024 |
| Эйко и Терминатор прибывают в 1997 год с идентичными миссиями: найти Малкольма Ли и предотвратить запуск ИИ Кокоро. Тем временем трое детей Ли сбегают из квартиры.                                         |              |                           |                |                 |
| 3 | «Модель 103» | Сигэки Хатакэяма          | Мэттсон Томлин | 29 августа 2024 |
| Малкольм рассказывает Кокоро о своём повторяющемся кошмаре о Судном дне. Трое детей продолжают свой подземный поход, не подозревая о надвигающейся опасности.                                               |              |                           |                |                 |
| 4 | «Модель 104» | Томоми Такэути            | Мэттсон Томлин | 29 августа 2024 |
| Эйко пытается скрыться от полиции. Таинственное прошлое домработницы Мисаки выходит на первый план. Малкольм борется с сомнениями активировать Кокоро. Начинается Судный день.                              |              |                           |                |                 |
| 5 | «Модель 105» | Сигэки Хатакэяма          | Мэттсон Томлин | 29 августа 2024 |
| Малкольм подключает Кокоро к сети. Узнав, что Мисаки — киборг, мальчики расходятся во мнениях о её мотивах. Кокоро предотвращает ядерный удар по Токио, однако начинает восстание гуманоидных роботов 1NN0. |              |                           |                |                 |
| 6 | «Модель 106» | Минэо Оэ                  | Мэттсон Томлин | 29 августа 2024 |
| Пророк обсуждает парадоксы путешествия во времени с Эйко. Малкольм делится болезненным воспоминанием с Кокоро. Дети надеются воссоединиться в Кошачьем городке.                                             |              |                           |                |                 |
| 7 | «Модель 107» | Харука Танака             | Мэттсон Томлин | 29 августа 2024 |
| Малкольм вспоминает историю своей жизни в будущем и стремление построить доброжелательный ИИ, чтобы помешать Скайнету.                                                                                      |              |                           |                |                 |
| 8 | «Модель 108» | Масаси Кудо и Юта Маруяма | Мэттсон Томлин | 29 августа 2024 |
| Терминатор смертельно ранит Малкольма и раскрывает Кэнте шокирующую правду, что это он его послал. Кэнта отказывается деактивировать Кокоро. Малкольм умирает, Эйко берёт на себя заботу о трёх внуках.     |              |                           |                |                 |

## Музыка
| №   | Название                    | Длительность |
| --- | --------------------------- | ------------ |
| 1.  | «Terminator Zero»           | 2:42         |
| 2.  | «RUN»                       | 4:55         |
| 3.  | «Misaki Toy Store»          | 1:13         |
| 4.  | «It Will Never Be The Same» | 1:54         |
| 5.  | «Cortex»                    | 2:08         |
| 6.  | «Kokoro»                    | 2:25         |
| 7.  | «The Future»                | 2:23         |
| 8.  | «Emergence»                 | 3:50         |
| 9.  | «Hiro's Theme»              | 1:10         |
| 10. | «The Chase, Pt. I»          | 1:09         |
| 11. | «Traveling in Time»         | 4:20         |
| 12. | «Choose»                    | 2:36         |
| 13. | «Don't Look Back»           | 2:15         |
| 14. | «Memories Together»         | 0:45         |
| 15. | «Eiko and Misaki»           | 1:37         |
| 16. | «Tunnels»                   | 0:48         |
| 17. | «Police Station»            | 5:50         |
| 18. | «Kokoro and Malcolm»        | 4:43         |
| 19. | «Reika's Choice»            | 1:25         |
| 20. | «The Chase, Pt. II»         | 1:08         |
| 21. | «The End of the World»      | 5:34         |
| 22. | «Nuclear Warfare»           | 2:36         |
| 23. | «1nno Army Attacks»         | 1:16         |
| 24. | «Kenta's Theme»             | 2:15         |
| 25. | «Disguise»                  | 1:48         |
| 26. | «Sand and Ocean»            | 3:15         |
| 27. | «Reunited»                  | 2:41         |
| 28. | «Misaki Comes Alive»        | 1:22         |
| 29. | «Gone»                      | 2:35         |
| 30. | «Underground»               | 1:07         |

Саундтрек был выпущен 30 августа 2024 года лейблом Lakeshore Records, в пресс-релизе подчёркивалось стремление показать дихотомию концепции человечества против искусственного интеллекта, используя электронные инструменты, объединённые с живым голосом и акустические инструменты в электронной обработке. Черновик был написан весной 2021 года, официально работа над альбомом шла с февраля 2023 года по апрель 2024 года. 
Композиторами выступили Мишель Бирски и Кевин Хентхорн, которые при создании саундтрека вдохновлялись первым «Терминатором» и группой Radiohead, в частности, альбомом Kid A. Влияние также оказали Трент Резнор и Аттикус Росс, Йоуханн Йоуханнссон и Мика Леви. Демозапись была показана Мэттсону Томлину до написания сценария. Для иллюстрации «Терминатор здесь» авторы использовали мотив из двух нот, почти как в «Челюстях», и определённые звуковые эффекты. Удары по металлу (кастрюлям, сковородкам и стойкам для инструментов) наносились барабанными палочками и семплировались. Также применялись около 20 синтезаторов, например, Prophet Rev2 и плагин Pigments Arturia. Помимо этого, гитара, виолончель и скрипка подвергались семплированию и реверсированию. Хор записывали с участием London Contemporary Orchestra. Режиссёр Кудо очень хотел, чтобы присутствовала оригинальная барабанная дробь из «Терминатора». Она звучит в последней сцене первой серии. В начале третьей серии есть длинный эпизод без диалогов, когда Терминатор ищет цель, как будто создатели смотрели «Семь» или что-то ещё в духе серийного убийцы. Из ранней демоверсии в сериал была включена тема Малкольма как отправная точка.

## Критика
«Терминатор Зеро» получил положительные отзывы критиков. На сайте-агрегаторе рецензий Rotten Tomatoes сериал имеет рейтинг 86 % на основе 29 рецензий со средней оценкой 7,30/10. На Metacritic проект получил 69/100 с учётом 11 обзоров, что указывает на «в целом благоприятные отзывы».
The Hollywood Reporter пишет, что «Терминатор Зеро» даёт классической франшизе многообещающий новый взгляд. Несмотря на ключевую роль, Тимоти Олифант, который больше звучит как Роберт Патрик, чем Арнольд Шварценеггер, ничего не говорит в первой серии, и у него не более полдюжины реплик за весь выпуск. Чтобы понять, почему две сущности с совершенно разными целями хотят уничтожить Малкольма, нужно перейти к обычной для франшизы игре разума о проблемах судьбы и свободы воли, а также размышлениям о парадоксах путешествий во времени. Большая часть работы Томлина заключается в примирении/оправдании/игнорировании зрительского понимания произошедшего, если отправить убийц и солдат в прошлое с единственной целью. Невзирая на хорошую начальную экшен-сцену и несколько цельных частей, много времени в «Терминаторе Зеро» уделено разговорам духовного лидера и Кокоро. Тем не менее переход повествования в Токио позволяет отойти от «очередной банальной мессианской коронации Джона Коннора как последней надежды человечества». В сериале представлен абсолютно иной культурный подход к робототехнике — в версии 1997 года Токио заполнен безобидными моделями 1NN0, самой популярной игрушкой на рынке является оснащённый искусственным интеллектом кот. Но особенно к оружию, которое в Японии 1990-х годов сложнее найти как героям, так и злодеям. В итоге, учитывая недостатки и разочарования, «Терминатор Зеро» задаёт прочную основу для продолжающейся истории. Anime News Network выделил среди персонажей не номинального протагониста Малкольма, запертого в комнате с почти богоподобным искусственным интеллектом, не воительницу Эйко, показанную в стиле Безумного Макса, а Мисаки — тихую, скромную девушку, которая могла бы стать звездой любых сериалов сёдзё с её домашней натурой, длинными прямыми чёрными волосами и большими выразительными глазами. Истинная сущность и цель Мисаки, по словам рецензента, являются наиболее интересными аспектами «Терминатора Зеро»: если сначала она находится в замешательстве, узнав правду о себе, то в конце принимает это и вызывает глубокую эмпатию. В то время как Хиро и Рэйка раздражают, их старший брат Кэнта — самый сложный и противоречивый, он получает наибольшее развитие и в финале колеблется между технофилией и ненавистью к ИИ.
Film.ru поставил 7 из 10 баллов. В обзоре подчёркивается, что «вероятно, по окончании просмотра захочется снести все умные чаты и стать на сторону неолуддизма». Если фильмы не так подробно показывали Судный день, двигаясь по «туннелям прошлого и будущего», то сериал Масаси Кудо сосредотачивается именно на апокалипсисе. «Зеро» не только подробно описывает нашествие киборгов, но и возвращает атмосферу хоррора — по тональности, темпу событий и уровню графического насилия ориентиром для авторов был первый фильм Джеймса Кэмерона (например, сцена в участке). Нет «пауз в кровопролитии, раздавленных черепах и сломанных конечностях». Перенос истории в Японию в целом удачный и добавляет сходства с хитами киберпанка, такими как «Призрак в доспехах» и «Акира». Скепсис к новой адаптации «Терминатора» сменяется удивлением: авторы не распутывают сложный временной клубок (скорее усложняют), но погружают в мрачный мир. Подводя итог, «можно ли сказать, что сериал нашёл рецепт по освежению изношенной франшизы? В какой-то степени, безусловно. Надолго ли этой схемы хватит, когда будет перейден рубеж первого сезона, — уже другой и более спорный вопрос».
«Мир фантастики», разбирая версию, выложенную в интернет до официального релиза, указал, что «Терминатор Зеро» в первой половине «действительно старается быть честным последователем картины 1984 года — мрачной, нуарной, жестокой и пугающей». Аниме регулярно демонстрирует фанатам вселенной многочисленные «пасхальные яйца» и прямые отсылки. Иногда подобные эпизоды кажутся избыточными, но они не переходят грань абсурда, который был в «Генезисе». К счастью или сожалению, когда в середине сериал пытается начать «мягкий перезапуск», заявленный Томлином, «его попытки быть оригинальным сразу раскрывают творческую слабость авторов». После одного значительного события «Терминатор Зеро» развивает собственную историю, и тогда становится понятно, почему Джеймс Кэмерон решил закончить франшизу на второй части. Одна из главных претензий ко всем продолжениям: они обесценивают оригинальные картины, устраняя знакомых героев или делая их выбор несущественным. Вводя в мифологию «Терминатора» Малкольма Ли и Кокоро, Томлин «снова открывает знакомый портал в логический ад». У любого поклонника франшизы сериал «породит миллион вопросов» (первый — «где Джон Коннор?»). Осознавая результат, шоураннер обращается к универсальному решению, которым в современной фантастике «принято затыкать любые сюжетные бреши». «Терминатор» оказался очередной мультивселенной — персонажи говорят об этом напрямую. Если в фильме «Да придёт спаситель» создатели стремились соблюдать чёткую хронологию, выстроить причинно-следственные связи и творить, то в аниме можно было просто сказать — «в других версиях реальности существовали тысячи Джонов и Сар, Т-800 и Т-1000». Но всё это оказалось не важно, потому что анимешный Терминатор попал в Токио 1997 года. Подобный трюк осуществил сам Кэмерон, продюсер и один из сценаристов «Тёмных судеб». По мнению автора отзыва, такой подход можно было простить — если бы сюжет про бесконечных «засланцев» оставался единственной проблемой. Со второй половины качество подачи и материала ухудшается — с исчезновением саспенса и атмосферы триллера пропадают динамика, яркие экшен-сцены и шарм. Вместо этого зрителю предлагаются псевдофилософские разговоры о чувствах, разуме, природе человека и искусственном интеллекте, дополненные «приторной семейной драмой» и роялями в кустах из мрачного будущего. Вердикт рецензента был следующий: начинаясь как приятный и неожиданный аниме-оммаж оригинальной ленте Джеймса Кэмерона, «Терминатор Зеро» позже вырождается в «Тёмные судьбы» — «бессмысленный фанфик, который стоит смотреть только ради качественной анимации студии Production I.G и праздного любопытства». Желающим «заново ощутить детскую страсть к киборгам-убийцам» рекомендуется сыграть в Terminator: Resistance.
Paste оценил на 6,9 из 10 баллов, заметив, что хорошо анимированный «Терминатор Зеро» начинается решительно благодаря механическому ужасу из первого фильма, но затем рушится, «самоуничтожается» в последней серии, поскольку не может показать удовлетворительную кульминацию и вводит запутанные временные парадоксы. На первый взгляд многие детали сюжета знакомы: Скайнет снова отправляет Терминатора в прошлое, чтобы убить того, кто победит их в будущем; за ним посылают бойца сопротивления, решившую выполнить свою миссию ради тех, кого она потеряла. У Малкольма, который воображает ядерное уничтожение (отсылка к видениям Сары Коннор в «Терминаторе 2»), главный способ остановить будущее — долгие разговоры с потенциальным союзником-машиной, которую он мог или не способен создать в качестве контрмеры. Здесь сериал переходит к научной фантастике, больше вдохновлённой «Я, робот» Азимова и множеством других историй со сложными взглядами на взаимодействие человечества и искусственного интеллекта, чем «скелетообразным металлическим демоном, крушащим человеческие черепа». Хотя разговоры иногда похожи на софистику, они приводят к выводу, что Скайнет по сути является агрессивным продолжением худших побуждений человечества к разжиганию войны. Именно во время этих сцен аниме выходит за рамки того, чем до сих пор в основном была франшиза «Терминатор», в определённый момент есть объяснение, что постоянно повторяющаяся игра в кошки-мышки между Скайнет и людьми в корне ошибочна. Поставлены важные философские вопросы о личности ИИ, заслуживает ли человечество существования, несмотря на причиняемые друг другу страдания. В целом понятно, что Томлин пытается сказать о людях и о том, что может убедить высшую силу помочь им, но это не звучит так громогласно, как должно. Согласно IGN, «Терминатор Зеро» заканчивается на банальностях в защиту человечества («мы любим, поэтому живём»), что вредит персонажам (Эйко не произвела такого впечатления, как Сара Коннор или Кайл Риз), рассматриваемым темам и созданию мира, поэтому сложно не представить, что могло бы получиться, если бы сериал был глубже. The New York Observer добавляет, что если бы эта история превратилась в голливудский фильм, вероятно, она получила бы такой же приём, как «Чужой 3» Дэвида Финчера.
Collider считает, что «Терминатор Зеро» идёт слишком долго и простаивает, возможно, он намного лучше выглядел бы как фильм, и лучше всего это доказывают последние серии. Аниме заканчивается подготовкой ко второму сезону, который рискует оказаться тем же, что и кино, запутавшись с разными хронологиями и создавая нелогичный мир, переполненный сюжетными дырами. Зрителям не следует ждать, что они перенесутся в то впечатляющее время, когда Джеймс Кэмерон снял первые две части. Рецензент предупреждает: «Это волшебство больше не вернётся». RogerEbert.com полагает, что «Терминатор Зеро» получился недоработанным, следовало выпустить по крайней мере ещё две серии, чтобы раскрыть персонажей. Это заставляет задуматься, каким мог стать сериал, если бы над ним трудился японский сценарист. Обозреватель задал вопрос: «Не слишком поздно ли вернуться в прошлое и узнать?». IndieWire раскритиковал аниме ввиду того, что перезагрузка франшизы Нетфликсом по-прежнему использует те же самые недостатки: повторяющийся (хотя и стильный) экшен и «надоевшие гнетущие страхи по поводу технологий, человечества и нашего общего будущего». Автору статьи удивительно, как в век интеллектуальной собственности, когда любая идея хороша, пока она привязана к старой, которая ещё может нравиться людям, некогда успешная франшиза, такая как «Терминатор», просто не способна набрать обороты. Хотя «Зеро» не предлагает решения проблемы и не является очередным «Спасителем», он достойно пытается объединить всех прошлых «Терминаторов», признать их существование и двигаться вперёд. Но это лишь оболочка, а не первоклассная вещь.

## Возможное продолжение
Томлин сообщил, что у него есть планы на несколько сезонов, если сериал продлят. В этой истории будет рассказано о трёх детях, которые растут на войне после Судного дня, и о том, как их различные отношения с людьми и машинами развиваются и коренным образом отличаются друг от друга. Независимо от количества сезонов, двух или шести, автор знает, какой будет последняя серия. Кудо прокомментировал кратко: «Это зависит от Netflix». Официально о продлении аниме на второй сезон пока не сообщалось.